# TRNA

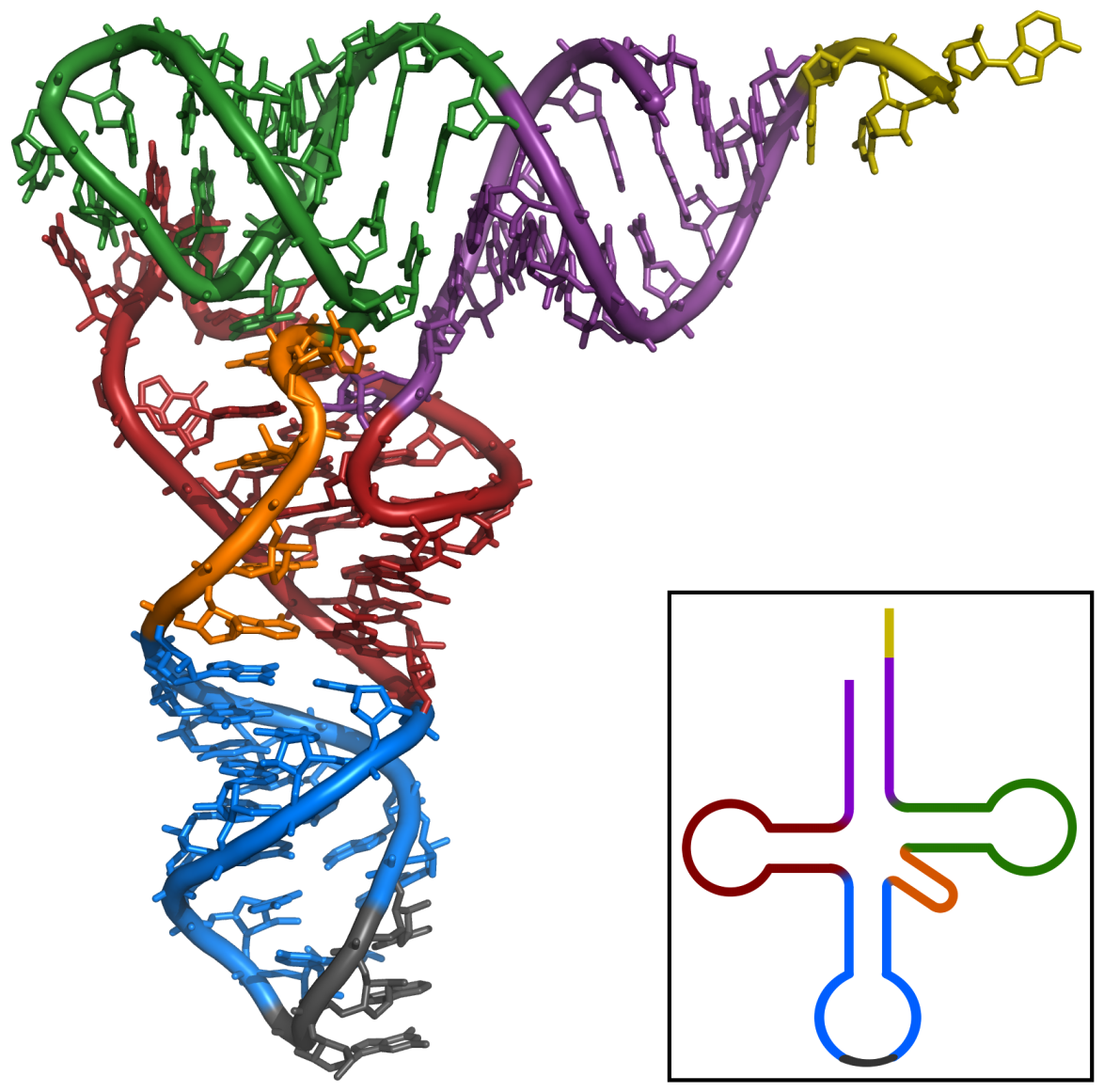
Trójwymiarowy model tRNA^{Phe} z drożdży

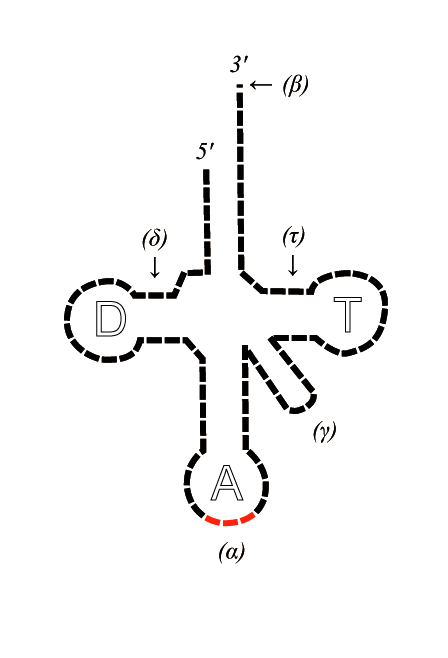
Schemat budowy tRNA:
α, ramię antykodonowe A;
β, ramię aminokwasowe (akceptorowe);
γ, ramię dodatkowe (zmienne);
δ, ramię dihydrourydynowe D;
τ, ramię rybotymidowe (pseudourydynowe) T

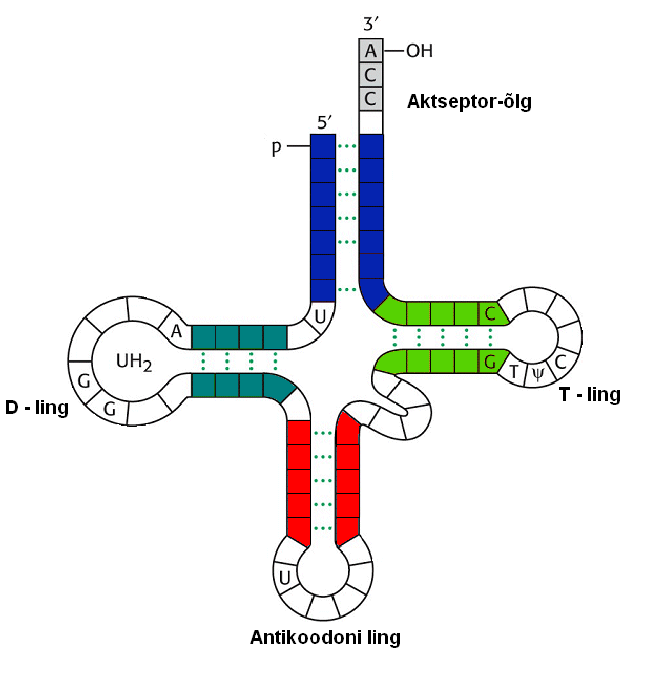
Struktura drugorzędowa tRNA

tRNA, transportujący (transferowy) RNA (ang. transfer RNA) − stosunkowo nieduże, składające się z kilkudziesięciu nukleotydów, cząsteczki kwasu rybonukleinowego (RNA), których zadaniem jest przyłączanie wolnych aminokwasów w cytoplazmie i transportowanie ich do rybosomów, gdzie w trakcie procesu translacji zostają włączone do powstającego łańcucha polipeptydowego. tRNA cechuje wysoka specyficzność w stosunku do aminokwasów. Każdy z aminokwasów syntetyzowanego białka może być transportowany przez jeden, a niektóre przez kilka różnych tRNA. Cząsteczki tRNA występują w komórkach w stanie wolnym bądź też związane ze specyficznym aminokwasem. Kompleks tRNA-aminokwas nosi nazwę aminoacylo-tRNA.
W każdej komórce organizmu znajduje się przynajmniej 20 rodzajów cząsteczek tRNA i przynajmniej jedna odpowiada swoistemu aminokwasowi. U człowieka są 22 geny mitochondrialne kodujące tRNA i około 500 funkcjonalnych genów tRNA w genomie jądrowym. U organizmów eukariotycznych za transkrypcję genów kodujących tRNA odpowiada polimeraza RNA III.
Cząsteczki tRNA zbudowane są z ok. 74 do 95 nukleotydów. W skład cząsteczki wchodzą również zmodyfikowane nukleozydy (pseudourydyna – chroniąca przed reakcją z toll like-receptors 7/8. i dihydrourydyna).
Wzór strukturalny tRNA ma budowę palczastą i przyjmuje kształt czterolistnej koniczyny w którym można wyróżnić 4 ramiona. Każde z tych ramion pełni inną funkcję:
- ramię DHU – struktura spinki z dihydroksyuracylem (nukleotyd nietypowy dla RNA), zawiera informację jaki rodzaj aminokwasu może być przyłączony do danego tRNA[1],
- ramię akceptorowe – sparowane zasady końców 3' i 5', oprócz końca CCA-3' niesparowanego, do którego przyłączają się chemicznie aktywowane aminokwasy za pomocą wiązania estrowego[1],
- ramię zmienne – tylko w niektórych tRNA[1],
- ramię Tψc – rybotymidowe, psi to modyfikowana zasada zwana pseudouracylem. Ramię służy do łączenia się z rybosomem i umocowania tRNA na matrycy[1],
- pętla antykodonowa – odpowiedzialna za rozpoznanie i związanie z kodonem w mRNA. Sekwencja antykodonowa rozpoznaje komplementarny tryplet nukleotydów tworzących kodon, na cząsteczce mRNA (w taki sposób następuje odczyt informacji genetycznej)[1].

tRNA stanowi 10—12% ogólnej ilości kwasów rybonukleinowych w komórce 
i charakteryzuje się wśród innych rodzajów RNA najmniejszą masą cząsteczkową, zawartą w granicach od 25 do 30 kDa.